# Cupolă pătrată
În geometrie cupola pătrată este o cupolă la care fața opusă bazei este un pătrat, iar baza este un octogon. Este poliedrul Johnson J4. Poate fi obținută prin divizarea unui rombicuboctaedru. Având 10 fețe, este un decaedru.

## Mărimi asociate
Următoarele formule pentru înălțime h, arie A, volum V și raza sferei circumscrise R sunt stabilite pentru lungimea laturilor tuturor poligoanelor (care sunt regulate) a:
{\displaystyle h={\frac {\sqrt {2}}{2}}a\approx 0,707106\,a\,,}
{\displaystyle A=\left(7+2{\sqrt {2}}+{\sqrt {3}}\right)a^{2}\approx 11,560477\,a^{2},}
{\displaystyle V=\left(1+{\frac {2{\sqrt {2}}}{3}}\right)a^{3}\approx 1,942809\,a^{3},}
{\displaystyle R={\frac {1}{2}}{\sqrt {5+2{\sqrt {2}}}}\,a\approx 1,398966\,a.}

## Poliedre și faguri înrudiți

### Poliedru dual
Dualul cupolei pătrate are 8 fețe triunghiulare și 4 fețe romboidale:
| Dualul cupolei pătrate | Desfășurata dualului | model 3D |
| ---------------------- | -------------------- | -------- |
|                        |                      |          |

### Alte cupole convexe
| n                          | 2                      | 3                    | 4                          | 5                             | 6                                 |
| Schläfli                   | {2} \|\| t{2}          | {3} \|\| t{3}        | {4} \|\| t{4}              | {5} \|\| t{5}                 | {6} \|\| t{6}                     |
| -------------------------- | ---------------------- | -------------------- | -------------------------- | ----------------------------- | --------------------------------- |
| Cupolă                     | Cupolă digonală        | Cupolă triunghiulară | Cupolă pătrată             | Cupolă pentagonală            | Cupolă hexagonală (plată)         |
| Poliedre uniforme înrudite | Prismă triunghiulară · | Cubocta- · edru ·    | Rombi- · cubocta- · edru · | Romb- · icosidodeca- · edru · | Pavare · rombi- · trihexagonală · |

### Cupolă pătrată autointersectată
Cupola pătrată autointersectată este unul dintre izomorfele neconvexe ale poliedrelor Johnson, fiind identică din punct de vedere topologic cu cupola pătrată convexă. Poate fi obținută prin divizarea marelui rombicuboctaedru neconvex sau cvasirombicuboctaedrului, la fel cum cupola pătrată poate fi obținută prin divizarea rombicuboctaedrului. Ca în toate cupolele, baza are de două ori mai multe laturi și vârfuri decât fața opusă bazei. Poligonul bazei este o octagramă.
Poate fi văzută ca o cupolă cu o bază pătrată retrogradă, astfel încât pătratele și triunghiurile se conectează la bază în sens opus cupolei pătrate, astfel intersectându-se.

### Faguri
Cupola pătrată este o componentă a mai multor rețele neuniforme de umplere a spațiului:
- cu tetraedre;
- cu cuburi și cuboctaedre; și
- cu tetraedre, piramide pătrate și diverse combinații de cuburi, piramide pătrate alungite și bipiramide pătrate alungite.[3]